# RECYC-QUÉBEC
RECYC-QUÉBEC est une société d'État du gouvernement du Québec qui gère la  récupération et le recyclage. Son siège social est situé dans la ville de Québec et elle possède également un bureau à Montréal.
Fondé en 1990, RECYC-QUÉBEC est sous la responsabilité du ministère de l'Environnement et de la Lutte contre les changements climatiques et exerce ses activités en accord avec sa loi constitutive, la Loi sur la Société québécoise de récupération et de recyclage, et avec la Loi sur la gouvernance des sociétés d’État. 
RECYC-QUÉBEC gère notamment le programme de consignes des contenants de bière et de boissons gazeuses, et à un rôle central dans la gestion de la collecte sélective dans les municipalités du Québec.